# Bácsborsód
Bácsborsód es un pueblo húngaro del distrito de Bácsalmás en el condado de Bács-Kiskun, con una población en 2013 de 1179 habitantes.
Se conoce su existencia desde 1333, en un documento de Carlos I de Hungría en el que se cita como "Borsódszentlőrinc".
Se encuentra ubicado a medio camino entre Bácsalmás y Baja. La estación de ferrocarril lo separa del vecino pueblo mayor de Bácsbokod, a cuyo casco urbano está unido.